# Cuarteto Hagen

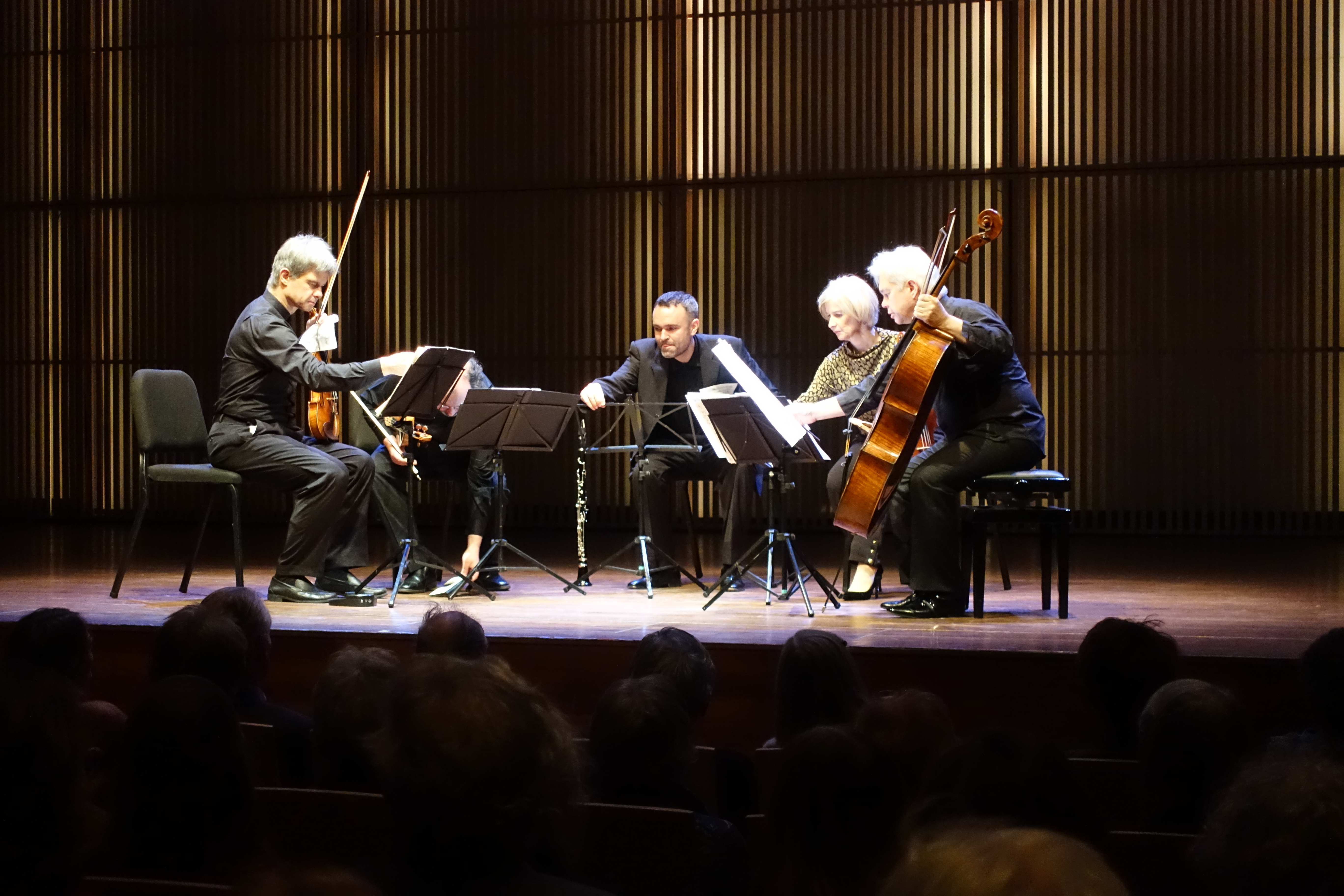
Hagen Quartett en Muziekgebouw con Jorg Widmann, en 2018

El Cuarteto Hagen fue fundado en 1981 por cuatro hermanos (Lukas, Angelika, Veronika y Clemens) en Salzburgo, Austria. 

## Integrantes
Angelika Hagen fue sustituida por Annette Bik, que a su vez fue reemplazada por Rainer Schmidt en 1987. 
Sus miembros actuales son:
- Lukas Hagen, violín
- Rainer Schmidt, violín
- Veronika Hagen, viola
- Clemens Hagen, chelo

Lukas Hagen toca el Stradivarius Rawark, construido en Cremona en 1724, mientras que Veronika Hagen toca una viola Maggini realizada en Brescia entre 1600 y 1620. Ambos instrumentos son propiedad de la Österreichische Nationalbank. Clemens Hagen toca un violonchelo Stradivarius de 1698.

## Formación
Los hermanos Hagen estudiaron en el Mozarteum de Salzburgo. Veronika y Lucas fueron alumnos de Helmut Zehetmair, mientras que Clemens estudió con Wilfried Tachezi. La formación de Schmidt, en cambio, se desarrolló en Alemania, Canadá y Estados Unidos, donde se diploma en el conservatorio de Cincinnati, estudiando con Dorothy DeLay y Walter Lewin, integrante del Cuarteto La Salle, que se convirtió en una figura imprescindible en su formación artística. Más tarde sigue su formación con Nikolaus Harnoncourt, Tatjana Gridenko e Ivry Gitlis.

## Colaboraciones
El cuarteto ha colaborado y colabora con músicos de primer plano a nivel internacional, como Maurizio Pollini, Nikolaus Harnoncourt, Gyorgy Kurtag, Sabine Meyer, Mitsuko Uchida, Krystian Zimerman, Heinrich Schiff y Jörg Widmann. Importante es también el ligamen del cuarteto con Gidon Kremer, que los incluye a menudo en los sus proyectos de música de cámara, al igual que en el festival de música de cámara de Lockenhaus.

## Carrera
El Cuarteto Hagen ha efectuado giras por Europa, Estados Unidos, Asia, Australia y Sudamérica, participando regularmente en festivales y competiciones de altísimo nivel. En 1984 el Cuarteto Hagen debuta en el Festival de Salzburgo, su ciudad natal. Desde entonces han participado regularmente en el festival y en la semana mozartiana. En 1988 el cuarteto hizo su primera gira mundial. En 2002 el cuarteto participó como invitado extraordinario en el Concierto de Año Nuevo de Viena de la Filarmónica de Viena, seguido por más de ochocientos millones de telespectadores en todo el mundo.
El repertorio del Cuarteto Hagen va del repertorio clásico y romántico a compositores modernos y contemporáneos, como György Kurtág y György Ligeti, de los cuales han hecho estrenos. El cuarteto tiene una técnica muy sólida (portentoso virtuosismo personal y absoluta compenetración entre los cuatro) y con unos parámetros interpretativos coherentes y nada acomodaticios. En su interpretación de los cuartetos de Mozart, por ejemplo, más que poner de relieve la vertiente lírica de las partituras, que no se deja de lado, y moderando el uso del vibrato, se decantan por los aspectos formales, arquitectónicos, subrayando la articulación polifónica y la tensión interna que recorren los pentagramas. En lugar de adoptar un punto de vista "romántico", subjetivo, tienen una perspectiva "contemporánea" de las partituras, más interesada por la especulación sonora abstracta que por el conflicto emocional.

## Docencia
De los miembros del cuarteto, los tres hermanos Hagen, Veronika, Lukas y Clemens son docentes en el Mozarteum de Salzburgo.
Rainer Schmidt enseña violín y música de cámara en el Conservatorio de Basilea. Desde el año 2003 es profesor titular de la Cátedra de violín en la Escuela Superior de Música Reina Sofía de Madrid. Actualmente desempeña el cargo de Profesor/Jefe de Departamento de Cuartetos de Cuerda del Instituto Internacional de Música de Cámara de Madrid.

## Premios
En 1981 el Cuarteto Hagen participa en el festival de música de cámara de Lockenhaus, venciendo en el premio del jurado y del público. El año siguiente obtienen el primer premio en la International String Quartet Competition de Portsmouth, seguida de un concierto en el Wigmore Hall de Londres. En los años siguientes el cuarteto gana los premios Henryk Szeryng Prize y Christa Richter-Steiner Prize. Por sus grabaciones ha obtenido dos veces el Grand Prix du Disque. En el 1996 el Cuarteto Hagen obtiene el premio de la Academia Musical Chigiana.

## Discografía selecta
- W.A. Mozart: Los cuartetos de cuerda completos (Deutsche Grammophon)
- J. Haydn: Die 6 Sonnenquartette op.20, Reiter- und Lerchenquartett (Deutsche Grammophon)
- J. Brahms: Los quintetos de cuerda. Con G. Caussee. (Deutsche Grammophon)
- Dvorak/Kurtag/Schulhoff: Cuartetos de cuerda (Deutsche Grammophon)
- Beethoven/Schubert: Cuarteto de cuerda n.º 11 Op. 95 & Cuarteto de cuerda en sol mayor D. 887 (Deutsche Grammophon)
- Beethoven: Cuartetos de cuerda n.º 4 Op. 18/4 & n.º 14 Op. 131 (Deutsche Grammophon)
- Schubert: Rosamunda, Movimiento de cuarteto (Deutsche Grammophon)
- D. Shostakóvich: Cuartetos de cuerda n.º 4, 11 & 14 (Deutsche Grammophon)
- Mozart: "Kleine Nachtmusik", los divertimentos. Con A. Posch. (Deutsche Grammophon)
- Lutosławski/Ligeti/Schnittke: Cuartetos de cuerda (Deutsche Grammophon)
- Schubert/Beethoven: Der Tod und das Mädchen; Cuarteto de cuerda n.º 16 Op. 135 (Deutsche Grammophon)
- Weber/Mozart: Klarinettenquintette. Con E. Brunner. (Deutsche Grammophon)
- Debussy/Ravel: Cuartetos de cuerda (Deutsche Grammophon)
- Beethoven/Mozart/Bach: Große Fuge Op.130, Fugas a 4 voces, Adagio y fuga (Deutsche Grammophon)
- Beethoven: Cuartetos de cuerda n.º 1 Op. 18/1 & n.º 7 Op. 59/1 (Deutsche Grammophon)
- Beethoven: Cuartetos de cuerda n.º 12 Op. 127 & n.º 15 Op. 132 (Deutsche Grammophon)
- Schubert: Quinteto La trucha. Con A. Schiff, A. Posch. (Decca)
- Schumann: Cuarteto de cuerda Op.41/1, Klavierquintett. Con P. Gulda. (Deutsche Grammophon)
- Schumann: Cuarteto de cuerda Op.41/2, Op.41/3 (Deutsche Grammophon)